# Междущатска магистрала 35
Междущатска магистрала 35 (Interstate 35, съкратено I-35) е междущатска магистрала с ориентация север-юг в централните щати на САЩ. Дълга е 1568,38 мили (2524,06 km). Началото на магистралата се намира в Ларедо (Тексас) близо до границата с Мексико, а на север, близо до Дълют, Минесота, магистралата се слива с Лондон Роуд. Към този момент I-35 остава единствената артерия, която има разклонения (при I-35E и I-35W в Тексас и Минесота).
| Щат      | мили | км   |
| -------- | ---- | ---- |
| Тексас   | 505  | 813  |
| Оклахома | 235  | 378  |
| Канзас   | 234  | 377  |
| Мисури   | 114  | 183  |
| Айова    | 218  | 351  |
| Минесота | 259  | 416  |
| Общо     | 1565 | 2518 |

|  | Тази страница частично или изцяло представлява превод на страницата Interstate 35 в Уикипедия на английски. Оригиналният текст, както и този превод, са защитени от Лиценза „Криейтив Комънс – Признание – Споделяне на споделеното“, а за съдържание, създадено преди юни 2009 година – от Лиценза за свободна документация на ГНУ. Прегледайте историята на редакциите на оригиналната страница, както и на преводната страница, за да видите списъка на съавторите. ВАЖНО: Този шаблон се отнася единствено до авторските права върху съдържанието на статията. Добавянето му не отменя изискването да се посочват конкретни източници на твърденията, които да бъдат благонадеждни. |